# Parafia św. Wawrzyńca w Gozdnicy
Parafia Świętego Wawrzyńca w Gozdnicy – parafia rzymskokatolicka w Gozdnicy, należąca do dekanatu Łęknica diecezji zielonogórsko-gorzowskiej, metropolii szczecińsko-kamieńskiej w Polsce, erygowana w 1946. Mieści się przy ulicy Kombatantów. Prowadzona przez Zgromadzenie Księży Misjonarzy św. Wincentego a Paulo.

## Historia
W związku z rozwojem lokalnego przemysłu ceramicznego i napływem wędrownych polskich robotników, na przełomie XIX/XX w. we Freiwaldau szybko rosła liczba katolików (1871: 21, 1895: 40, 1905: 105, 1925: 130 osób). Uczestniczyli oni w nabożeństwach w Iłowej lub Ruszowie. W 1925 iłowski proboszcz rozpoczął comiesięczne odprawianie mszy w wynajętej sali hotelu Alter Gasthof przy gozdnickim rynku, jednocześnie gromadzono środki na budowę lokalnej świątyni. 
Katolicka archidiecezja wrocławska zakupiła grunt przy obecnej ul. Kombatantów i lokalna firma Rudolfa Thiela wybudowała niewielką kaplicę z zachodnim wejściem, zakrystią i prezbiterium utworzonym z istniejącej komórki, wyposażoną w prosty ołtarz, której sześć okien z witrażami pochodziło z firmy Richarda Süßmutha z Pieńska. Od 20 września 1932 odbywały się niej miejscowe obrzędy liturgiczne a konsekracja kaplicy pw. św. Wawrzyńca należącej do kuracji katolickiej w Iłowej (niem. Halbau) odbyła się 20 listopada tego samego roku. 
28 sierpnia 1945 pierwszą mszę w Gozdnicy dla przesiedlonych po wojnie polskich katolików odprawił kapelan wojskowy, następnie w kaplicy posługiwał niemiecki proboszcz rezydujący w Iłowej. Od marca 1946 iłowską parafię wraz z jej filiami objęli księża misjonarze św. Wincentego a Paulo. W kwietniu tego samego roku Gozdnica została z niej wydzielona jako samodzielna parafia, której nadano wezwanie przeniesione z przedwojennej kaplicy. Po przejęciu na kościół parafialny miejscowości dotychczasowej świątyni ewangelickiej, także jej nadano wezwanie św. Wawrzyńca, a dawna kaplica pełniła funkcję salki katechetycznej. 